# NGC 4888
NGC 4888 is een spiraalvormig sterrenstelsel in het sterrenbeeld Maagd. Het hemelobject werd op 23 maart 1789 ontdekt door de Duits-Britse astronoom William Herschel.

## Synoniemen
- MCG -1-33-66
- VV 680
- PGC 44766